# Región de Mopti
La región de Mopti es la quinta región administrativa de Malí. Tiene 79 017 km². Su capital es la ciudad de Mopti.

## Geografía
La región de Mopti está limitada al norte por región de Tombuctú, al oeste por región de Segú, al sur oeste por región de Sikasso y al sudeste Burkina Faso.

## Organización administrativa
La región de Mopti está dividida en 8 cercelas o círculos:
- Círculo de Bandiagara (213 348 habitantes); capital, Bandiagara.
- Círculo de Bankass (184 021); capital, Bankass.
- Círculo de Djenne (160 591); capital, Djenné.
- Círculo de Duentza (152 185); capital, Douentza.
- Círculo de Koro (263 788); capital, Koro.
- Círculo de Mopti (232 735); capital, Mopti.
- Círculo de Tenenku (142 806); capital, Ténenkou.
- Círculo de Yuwaru (77 699); capital, Youwarou.